# Most vexing parse
Il most vexing parse è una forma di soluzione di ambiguità sintattica del C++, definita nella sezione 8.2 dello standard, determinata dal fatto che la sintassi per l'inizializzazione di una variabile è in alcuni casi ambigua con quella di dichiarazione di una funzione. La locuzione most vexing parse è stata introdotta da Scott Meyers in Effective STL (2001).

## Esempio con classi e oggetti
Il seguente è un esempio di dichiarazione o definizione ambigua:
```
class
 
Timer
 
{

 
public
:

  
Timer
();

};

class
 
TimeKeeper
 
{

 
public
:

  
TimeKeeper
(
const
 
Timer
&
 
t
);

  
int
 
get_time
();

};

int
 
main
()
 
{

  
TimeKeeper
 
time_keeper
(
Timer
());

  
return
 
time_keeper
.
get_time
();

}

```

La riga
```
  
TimeKeeper
 
time_keeper
(
Timer
());

```

potrebbe essere interpretata come
1. la definizione di una variabile time_keeper di classe TimeKeeper, inizializzata con un'istanza anonima della classe Timer;
2. la dichiarazione di una funzione time_keeper con tipo di ritorno TimeKeeper e un singolo parametro (senza nome) di tipo puntatore a funzione senza parametri e con tipo di ritorno Timer.

Lo standard richiede di interpretare questa riga nella seconda maniera, per cui la riga successiva non sarà valida. Ad esempio, g++ restituisce il seguente messaggio di errore:
```
$ 
g++
 
-c
 
time_keeper.cc

time_keeper.cc: In function ‘int main()’:

time_keeper.cc:15: error: request for member ‘get_time’ in ‘time_keeper’, which is

  of non-class type ‘TimeKeeper(Timer (*)())’

```

in quanto time_keeper è una funzione dichiarata alla riga precedente, per cui non è possibile chiamare su essa il metodo get_time().
Clang++ fornisce un messaggio di warning:
```
$ clang++ time_keeper.cc

timekeeper.cc:14:25: 
warning:
 parentheses were disambiguated as a function declaration

      
[-Wvexing-parse]

  TimeKeeper time_keeper(Timer());
                        
^
~~~~~~~~

timekeeper.cc:14:26: note: 
add a pair of parentheses to declare a variable
  TimeKeeper time_keeper(Timer());
                         
^

                         
(      )

timekeeper.cc:15:21: 
error:
 member reference base type 'TimeKeeper (Timer (*)())' is not a

      
structure or union

  return time_keeper.get_time();
         
~~~~~~~~~~~^~~~~~~~~
```

Per fare in modo che l'istruzione venga interpretata come definizione di variabile con inizializzazione, è possibile aggiungere una coppia di parentesi supplementare:
```
  
TimeKeeper
 
time_keeper
(
 
(
Timer
())
 
);

```

## Esempio con cast funzionale
Un altro esempio coinvolge l'uso del cast funzionale, quando viene usato per convertire il valore di un'espressione passata poi come variabile o come parametro di un costruttore
```
void
 
f
(
double
 
adouble
)
 
{

  
int
 
i
(
int
(
adouble
));

}

```

In questo caso, i viene interpretata come una definizione di funzione, equivalente alla seguente
```
// takes an integer and returns an integer

int
 
i
(
int
 
adouble
);

```

Per disambiguare l'espressione affinché venga interpretata come dichiarazione di variabile, si può usare la stessa tecnica dell'esempio precedente, oppure si può sostituire il cast funzionale con un cast in stile C
```
// declares a variable called 'i'

int
 
i
((
int
)
 
adouble
);

```

oppure si può usare l'opportuno operatore di casting del C++
```
// declares a variable called 'i'

int
 
i
(
static_cast
<
int
>
(
adouble
));

```

## Uniform initialization syntax
Lo standard C++11 ha introdotto la uniform initialization syntax (sintassi di inizializzazione uniforme), che uniforma la sintassi per l'inizializzazione di oggetti o variabili con quella per gli array e permette di evitare ogni ambiguità con la dichiarazione di funzioni. La riga problematica del primo esempio può essere riscritta come:
```
  
TimeKeeper
 
time_keeper
{
Timer
{}};

```